# Дансиламид
Дансиламид (англ. Dansyl amide) — флуоресцирующее химическое соединение. Используется в биохимии и химии для флуоресцентного мечения веществ, например аминокислот  или нуклеотидов  подобно дансил хлориду. Изначально метод дансильного мечения был разработан в 1963 году для мечения пептидов.